# Fosa del codo
La fosa del codo (también llamada fosa cubital,ante codo, sangría, sangradura o "sobaco del codo") es un área anatómica del miembro superior. Superficialmente, ubicada en la parte medial del codo en la cara anterior, se ve como una depresión en la superficie anterior del codo. Profundamente, es un espacio con una cantidad variable de tejido subcutáneo, anterior a la porción distal del húmero y a la articulación del codo.

## Límites
La fosa cubital o surco bicipital medial es un área con forma de triángulo invertido. Sus límites son:
- Superior: una línea imaginaria que une a ambos epicóndilos del húmero.
- Medial: el músculo pronador redondo.
- Lateral: El músculo braquioradial.
- Suelo (posterior): músculos braquial y supinador.
- Techo (anterior): fascias braquial y antebraquial, reforzadas por la aponeurosis bicipital; tejido subcutáneo y piel.

## Contenido
Este espacio alberga las siguientes estructuras:
- En el plano profundo:
  - La porción más distal de la arteria braquial. Con frecuencia ésta se divide en la fosa en sus ramas terminales, cubital y radial.
  - Arteria recurrente cubital (rama de la arteria braquial).
  - Venas braquiales.
  - El nervio mediano.

- Plano superficial:
  - Vena intermedia basílica, mediana del codo
  - Nervio cutáneo antebraquial medial (proviene del fascículo medial del plexo braquial)

## Importancia clínica

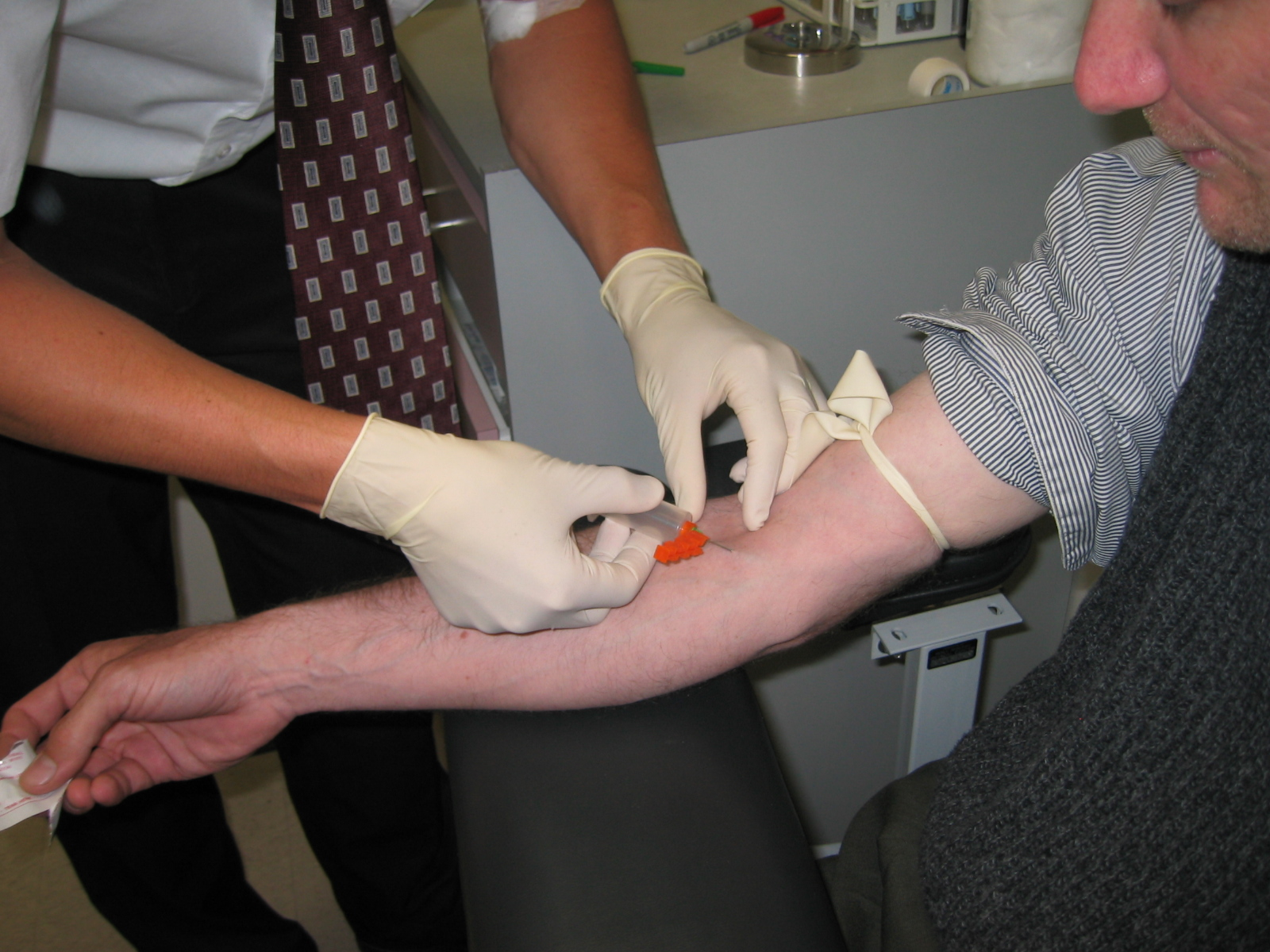
Punción venosa.

La fosa del codo es el lugar habitual para extraer muestras, realizar transfusiones de sangre y para inyecciones intravenosas.Esto es debido principalmente al fácil acceso que hay a las venas en este lugar, con respecto a otras partes del cuerpo. Cuando se presenta el patrón más común de venas superficiales, se escoge la vena mediana del codo para realizar estos procedimientos. Esta vena también se puede utilizar como lugar de introducción de catéteres cardíacos.
Por ser el sitio donde se encuentra el tendón del bíceps, es donde se hace el examen del reflejo del bíceps, uno de los reflejos tendinosos que se examinan en la exploración física del paciente. Esta prueba se realiza con el miembro relajado, el antebrazo parcialmente pronado y extendido. El examinador coloca su pulgar sobre el tendón del bíceps y da un golpe con el martillo de reflejos en la base de su uña. La respuesta normal de este procedimiento consiste en la contracción involuntaria del bíceps, que causa la flexión brusca del codo. Esto confirma la integridad del nervio musculocutáneo y los segmentos medulares C5 y C6.
Otro aspecto importante es que para medir la presión sanguínea del paciente, usualmente se coloca el estetoscopio en el lado medial de la fosa cubital (por donde discurre la arteria braquial). También es posible palpar el pulso braquial en esta zona.